# Campionati mondiali di slittino 1959
I Campionati mondiali di slittino 1959, quinta edizione della manifestazione organizzata dalla Federazione Internazionale Slittino, si tennero il 7 e 8 febbraio 1959 a Villard-de-Lans, in Francia, e furono disputate gare in due differenti specialità: nel singolo uomini ed in quello donne, mentre la prova del doppio, inizialmente in programma, fu annullata a causa delle cattive condizioni climatiche.
Dominatrice della manifestazione fu la squadra austriaca, capace di conquistare i due titoli e ben cinque medaglie sulle sei assegnate in totale.

## Risultati

### Singolo uomini
Alla gara presero parte 44 atleti in rappresentanza di 12 differenti nazioni; campione uscente era il polacco Jerzy Wojnar, che concluse la prova all'ottavo posto, ed il titolo fu conquistato dall'austriaco Herbert Thaler, davanti al connazionale Josef Feistmantl ed all'italiano David Moroder.
| Pos. | Atleti           | Nazione        |
| ---- | ---------------- | -------------- |
|      | Herbert Thaler   | Austria        |
|      | Josef Feistmantl | Austria        |
|      | David Moroder    | Italia         |
| 4    | Reinhold Frosch  | Austria        |
| 5    | Helmut Thaler    | Austria        |
| 6    | Giorgio Pichler  | Italia         |
| 7    | Josef Lenz       | Germania Ovest |
| 8    | Jerzy Wojnar     | Polonia        |
| 9    | Reinhold Senn    | Austria        |
| 10   | Hans Plenk       | Germania Ovest |

### Singolo donne
Alla gara presero parte 18 atlete in rappresentanza di 7 differenti nazioni; campionessa uscente era la polacca Maria Semczyszak, che concluse la prova al diciottesimo ed ultimo posto, ed il titolo fu conquistato dall'austriaca Eleonore Lieber davanti alle connazionali Maria Isser, già vincitrice del titolo iridato nel 1957, ed Agnes Neuerer.
| Pos. | Atleti           | Nazione        |
| ---- | ---------------- | -------------- |
|      | Eleonore Lieber  | Austria        |
|      | Maria Isser      | Austria        |
|      | Agnes Neuerer    | Austria        |
| 4    | Gerda Cegnar     | Austria        |
| 5    | Helene Thurner   | Austria        |
| 6    | Renate Reiter    | Germania Ovest |
| 7    | Hildegard Reipel | Germania Ovest |
| 8    | Barbara Gorgón   | Polonia        |
| 9    | Elsa Lips        | Svizzera       |
| 10   | Elisabeth Nagele | Svizzera       |

### Doppio
A causa delle condizioni meteorologiche la prevista gara del doppio fu cancellata.

## Medagliere
| Posizione | Nazione | Oro | Argento | Bronzo | Totale |
| --------- | ------- | --- | ------- | ------ | ------ |
| 1         | Austria | 2   | 2       | 1      | 5      |
| 2         | Italia  | 0   | 0       | 1      | 1      |
| Totale    | Totale  | 2   | 2       | 2      | 6      |